# 엘비스 프레슬리
엘비스 에런 프레슬리(영어: Elvis Aaron Presley, 1935년 1월 8일 ~ 1977년 8월 16일)는 미국의 가수 겸 배우이다. '로큰롤의 제왕'으로 별칭되는 프레슬리는 20세기 가장 중요한 문화적 아이콘 가운데 하나로 평가된다. 인종간 관계의 변혁기의 와중에 열정 넘치는 노래 소화능력과 성적으로 도발적인 공연 스타일, 인종장벽을 넘나드는 그 영향으로 인하여 엄청난 성공을 이룩하였으나 처음에는 논란을 불러일으켰다.
미시시피주 투펄로 출신이며 13살 때 가족과 함께 테네시주 멤피스로 이주하였다. 1954년 선 레코드에서 녹음을 함으로써 음악 커리어를 시작했다. 이곳의 프로듀서 샘 필립스는 아프리카계 미국인 음악을 보다 넓은 청중에게 소개하고 싶어했다. 프레슬리는 리듬 통기타를 들고 스코티 무어가 리드 기타리스트, 빌 블랙이 베이시스트를 맡은 구성으로서 이들은 업템포, 백비트 주도의 컨트리 음악과 리듬 앤드 블루스의 혼합인 로커빌리를 추구했다. 1955년 D. J. 폰타나가 합류하여 프레슬리의 클래식 4중주가 성립되었고 RCA 빅터와 톰 파커 대령의 주선을 통해 계약하였다. 이후 대령은 20년이 넘게 엘비스의 매니저를 맡게 된다. 프레슬리의 첫 RCA 싱글 〈Heartbreak Hotel〉이 1956년 1월 발표되었고 미국에서 1위 히트곡이 되었다. 그해 RCA는 프레슬리의 싱글만 1,000만장을 팔아치운다. 일련의 성공적인 전국방송 출연과 차트 정상을 차지한 여러 레코드의 덕으로 프레슬리의 신흥대중음악 로큰롤의 주도적 인물로 부상한다.
1956년 11월 프레슬리는 《러브 미 텐더》로 은막에 데뷔한다. 1958년 미육군에 징집되어 육군 제3기갑사단 제32기갑연대 1중전차대대 본부중대에서 근무 후 1960년에 전역하였다. 최종 계급은 병장(sergeant, E-5)이었다.
전역 후 프레슬리는 자신의 취입 커리어를 속행하였고 몇몇 곡은 대단히 큰 성공을 거두었다. 콘서트를 때때로 하기는 했으나 파커의 방침에 따라 1960년대의 대부분을 할리우드에서 영화를 제작하고 사운드트랙 음반을 녹음하는 데 할애하였다. 이 작품들의 평가는 대체로 가혹했다. 1968년 7년간의 라이브 공연 공백을 깨고 무대에 복귀하였으며 텔레비전 컴백 스페셜 《엘비스》에 출연하여 찬사를 받는다. 이것은 라스베이거스 콘서트 전속공연으로 확장되었으며, 일련의 고소득 투어도 함께했다. 1973년 솔로 아티스트로서는 처음으로 전세계 송출의 방송 《알로하 프롬 하와이》에 출연했다. 다년간 처방된 약의 남용과 해로운 식습관이 건강을 크게 해쳐 1977년 프레슬리는 사유지 그레이스랜드에서 돌연 사망하였다. 향년 42세.
전세계적으로 5억 장 음반을 팔아치운 프레슬리는 역사상 가장 많은 음반을 판 솔로 아티스트로서 《기네스 월드 레코드》로 인정받고 있다. 프레슬리는 로큰롤 외에도 팝, 컨트리, R&B, 어덜트 컨템포러리, 가스펠 등 많은 장르에서 성공을 거두었다. 그래미상에서 3회 수상하였으며 36세때 받은 그래미 평생공로상은 다수의 음악 명예의 전당에 헌액되었다. RIAA의 골드, 플래티넘 앨범 최다보유와, 빌보드 200 차트 최다진입, 솔로 아티스트로서 영국 앨범 차트 1위 앨범 최다보유, 영국 싱글 차트 1위 싱글 최다보유 등 다양한 기록을 가지고 있다. 사후 41년이 지난 2018년 도널드 트럼프은 대통령 자유 훈장을 추서하였다.

## 생애

### 1935–1953: 초기

#### 투펄로에서의 유년기

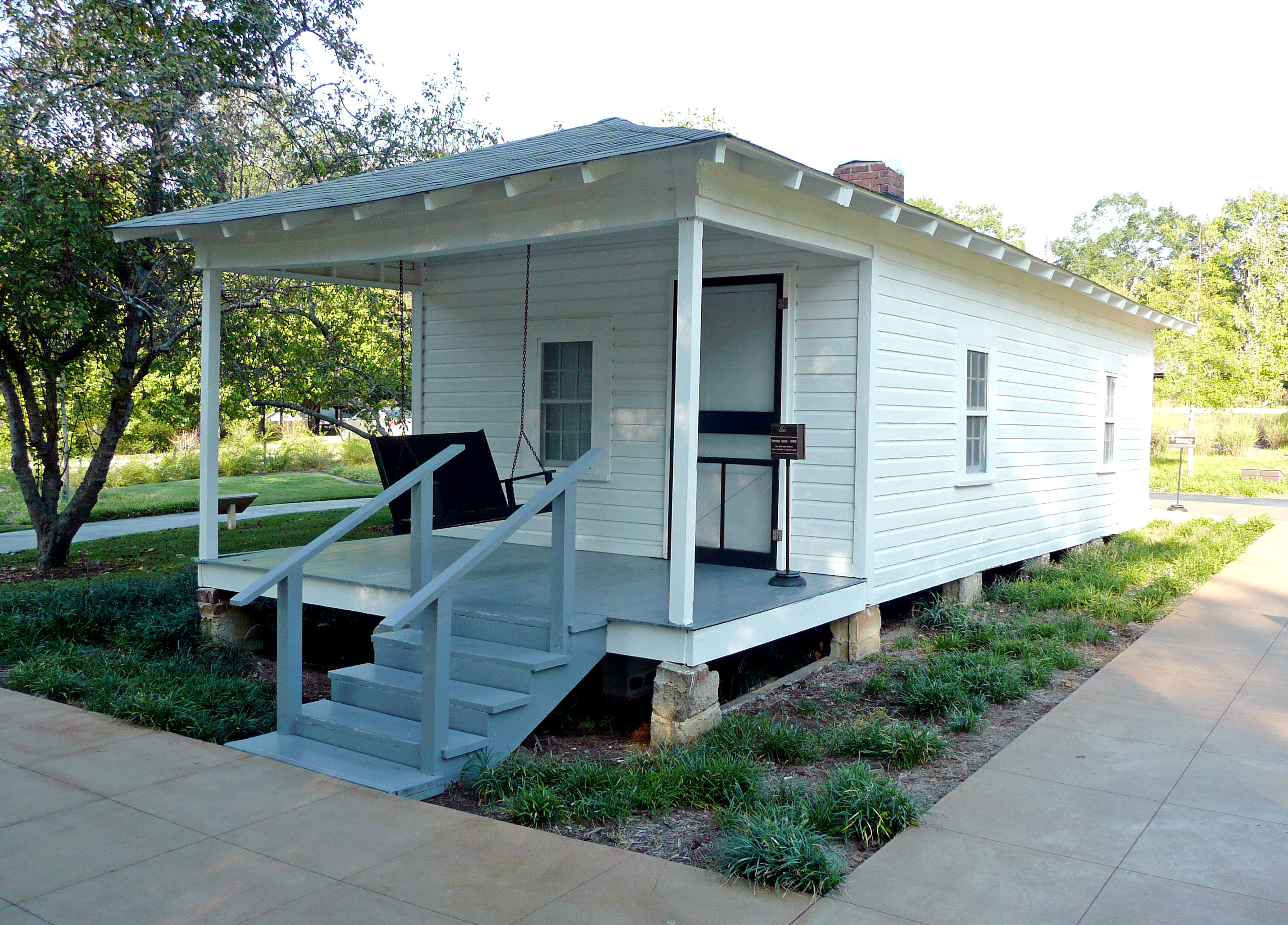
미시시피주 투펄로에 위치한 프레슬리의 생가

1935년 1월 8일 미시시피주 투펄로에서 태어났다. 부친은 버넌 프레슬리, 모친은 글래디스 프레슬리. 그 부친이 임시로 만든 두 칸짜리 샷건 하우스가 엘비스의 생가이다. 엘비스의 쌍둥이 형제 제시 가론 프레슬리(Jesse Garon Presley)는 그보다 35분 일찍 태어났으나 사산되었다. 프레슬리는 부모와 무척 가까운 관계를 형성했으며 특히 어머니와의 관계는 몹시 끈끈했다. 하나님의 성회 교회를 다녔으며 이곳은 엘비스가 초기의 음악적 영향을 받은 곳이 되었다.
프레슬리의 아버지 버넌은 독일, 스코틀랜드, 영국계 혈통이다. 프레슬리의 어머니 글래디스는 스코틀랜드계 아일랜드인에 다소의 프랑스 노르만 혈통이다. 어머니 글래디스는 그녀의 고조할머니 모닝 도브 화이트가 체로키인이었다고 믿었다는 모양이다. 이것은 엘비스의 외손녀 라일리 키오에 의해 사실로 밝혀졌다. 일레인 던디 역시 자신의 전기에서 이 믿음을 지지하였다. 이웃들과 친구들이 보기에 글래디스는 이 작은 가족의 지배적 멤버였다.
버넌은 뜬벌이를 전전하며 큰 야망이 없던 사람이었다. 프레슬리 가족은 자주 이웃들의 도움을 받았으며 정부로부터의 음식 원조를 받기도 하였다. 1938년 버넌이 수표를 위조한 일로 유죄판결을 받아 집을 잃게 되었다. 버넌은 8개월간 징역살이를 하게 되었고 글래디스와 엘비스는 친척집에 몸을 부쳐야 했다.
1941년 9월 프레슬리는 이스트 투펄로 콘솔리데이티드에 입학했다. 이곳의 교사는 그를 '보통(average)' 아이라고 단정했다. 아침 기도 때 레드 폴리의 컨트리 노래 〈Old Shepherd〉를 잘 소화한 것으로 교사를 감동시켜 장기자랑대회에 나가는 것을 추천받기도 했다. 1945년 10월 3일 미시시피 앨라배마 페어 앤드 데어리 쇼에서 열린 대회에서의 공연이 프레슬리의 첫 공공 공연이었다. 10살짜리 프레슬리는 카우보이 차림을 하고 나섰다. 프레슬리는 의자 위로 올라서서 마이크로폰에 대고 〈Old Shep〉을 불렀으며, 결과는 5등이었다. 몇 달 후 프레슬리는 생일날 첫 기타를 선물받았다. 다른 출처들에 따르면 자전거나 소총같은 다른 선물을 바랐다고 한다. 이듬해 프레슬리는 자신의 두 삼촌과 가족이 다니는 교회의 목사에게 기본적인 기타 레슨을 받게 된다. 프레슬리는 후일 이렇게 말했다. "기타를 들고, 사람들을 쳐다보고서는, 연주하는 법을 조금이나마 배웠답니다. 하지만 사람들 앞에서는 하지 못했어요. 제가 원체 수줍음이 많아서요."
1946년 9월 프레슬리는 새로운 학교 밀람에 입학한다. 그때가 6학년이었다. 학교에서 그는 외톨이로 통했다. 이듬해부터는 매일 학교에 기타를 들고오기 시작했다. 점심시간에 노래하고 연주하고 있으면 힐빌리 음악이나 연주하는 "저질" 아이라고 힐난받기 일쑤였다. 당시 프레슬리 일가는 대체로 흑인을 이웃하며 살아가고 있었다. 프레슬리는 투펄로의 라디오 방송국 WELO의 미시시피 슬림의 방송의 애청자였다. 슬림은 남동생에게 프레슬리를 "음악에 미친 놈"이라고 얘기했다. 이 남동생은 프레슬리의 학우로서 방송국까지 그를 데려가주기도 했다. 슬림은 프레슬리에게 코드 테크닉을 몸소 가르쳐주기도 했다. 그가 12살이 되었을 때 슬림은 그를 2회의 생방송 공연에 내보냈다. 프레슬리는 첫 회 때는 긴장감에 압도당해버렸으나 다음주에는 탈없이 공연할 수 있었다.

#### 멤피스에서의 청소년기
1948년 11월 프레슬리 일가는 테네시주 멤피스로 이주하였다. 한 1년간을 루밍 하우스에서 산 끝에 이들은 로더데일 코츠라고 하는 공공주택단지의 침실 두 개짜리 아파트에 들어앉을 수 있었다. L. C. 흄스 고등학교에 입학한 플레슬리는 8학년 당시 음악 수업에서 C 점수를 맞았다. 음악 선생이 프레슬리더러 음악에 전혀 재능이 없다고 일러주자 프레슬리는 다음날 기타를 가져와 그렇지 않음을 증명하고자 최근 히트한 곡인 〈Keep Them Cold Icy Fingers Off Me〉를 노래했다. 한 학우가 회고하길, 그 선생은 "엘비스가 자신이 노래 부르는 방식이 마음에 들지 않을 뿐이라고 말하자 그 말이 옳다고 인정"하였다고 한다. 프레슬리는 보통은 너무 숫기가 없었던 터라 트인 장소에서는 공연하지 않았으며 학우들에게는 '마마보이(mama's boy)'라고 따돌림을 당하였다. 1950년 프레슬리는 두 살하고도 반년 형인 리 덴슨에게서 정기적으로 기타 지도를 받았다. 이들과 3인의 다른 아이들(이 중 두 명은 훗날의 로커빌리 선구자 도시, 조니 버넷 형제)은 음악 동아리를 만들어 자주 단지 내에서 공연하고는 했다. 동년 9월 프레슬리는 로우스 스테이트 시어터에서 좌석안내원으로 취직하였다. 이후로 프리시전 툴, 다시금 로스에서, MARL 메탈 프로덕츠를 전전하며 일하였다. 프레슬리는 또 유대인의 안식일에 샤보스 고이(Shabbos goy, 유대인이 아닌 이방인이 안식일 동안에 유대인의 집안일을 돕는 것)가 되어 유대계 이웃 프러터스 가족(the Fruchters)을 돕기도 하였다.
학생시절을 거치면서 프레슬리는 학우들 중 누구보다도 눈에 띄는 학생이 되어갔다. 이것은 그의 외모 덕이었다. 프레스리는 구레나룻을 기르고 장미기름과 바셀린으로 머리를 정돈했다. 자유시간이 되면 멤피스의 왁자지껄한 블루스 신(scene)의 중심부인 빌 스트리트로 내려가 랜스키 형제의 창문 안의 와일드하고 현란한 옷들을 침을 흘리며 구경하고는 했다. 최고학년인 12학년이 되었을 때 비로소 프레슬리는 이 옷들을 입어보게 된다. 로더데일 코츠 밖에서의 공연이라면 질색을 하던 프레슬리는 단단히 용기를 내어 1953년 4월 흄스의 연례 '민스트럴' 쇼에 출전하게 되었다. 기타를 치고 노래 부르며 프레슬리는 공연의 막을 최근에 히트한 테레사 브루어의 〈Till I Waltz Again with You〉로 열었다. 프레스리는 이때의 공연이 자신의 평판을 크게 높여주었다고 회상했다. "저는 학교에서 그리 유명하지 못했어요 ... 음악에서는 낙제였지, 그것도 음악만 그랬어요. 그러자 다들 장기자랑에나 나가보라고 저를 떠밀더군요 ... 제가 무대에 오르니 사람들이 웅성이고 소곤거리고 하더군요. 제가 노래할 거라고조차 생각을 못했던 거죠. 그때 이후로 학교에서 어찌나 유명해졌는지."
프레슬리는 제대로 된 음악 수업을 받지 못했고 악보를 읽지도 못했으나 귀동냥으로 학습하고 연주했다. 프레슬리는 아울러 음반점에 자주 들러 주크박스와 고객용 청취부스에서 음악을 듣고는 했다. 행크 스노의 전곡을 꿰고 있었으며 로이 아커프, 어니스트 터프, 데트 다팬, 지미 로저스, 지미 데이비스, 밥 윌스 등 컨트리 가수의 음반을 사랑했다. 남부 가스펠 가수 제이크 헤스는 프레슬리가 가장 사랑한 아티스트 중 하나로서 그의 발라드 가창 스타일에 막대한 영향을 미쳤다. 매월마다 진행된 올타이트 싱잉스 다운타운의 정기적 청중 가운데 한 명이기도 했다. 여기서 많은 백인 가스펠 그룹들이 아프리카계 미국인 영가에 영향을 받은 공연을 펼치곤 했다. 프레슬리는 흑인 가스펠 가수 시스터 로제타 타프의 음악에 푹 빠져 있었다. 당시의 여느 또래들처럼 프레슬리도 블루스 공연을 보러 공연장을 찾았을 수 있다. 물론 남부의 인종분리정책 때문에 밤에만 백인 한정으로 들어갈 수 있는 곳이었지만 말이다. 지방 라디오 방송국을 들었음은 분명하다. WDIA-AM 같은 곳에서는 '인종음반'을 틀어주고는 했는데 영가, 블루스, 모던하고 백비트 강한 사운드의 리듬 앤드 블루스가 그것. 훗날의 프레슬리의 많은 음반들이 아서 크루덥이나 루퍼스 토머스 같은 현지의 아프리카계 미국인 음악에서 영감을 얻은 것이다. B.B. 킹은 자신이 프레슬리가 유명해지기 전부터 알았다면서 둘다 빌 스트리트를 자주 들르고는 했다고 한다. 1953년 6월 고등학교를 졸업할 무렵 프레슬리는 이미 미래의 직업으로 음악을 점찍어두었다.

### 1953–1956: 첫 녹음

#### 샘 필립스와 선 레코드

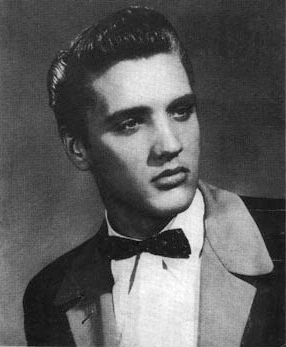
1954년 선 레코드 홍보용 사진에서

1953년 8월 프레슬리는 선 레코드 사무실을 찾아간다. 프레슬리는 두 장의 아세테이트 디스크에 〈My Happiness〉와 〈That's When Your Heartaches Begin〉두 곡을 녹음하기 위해 돈을 주고 스튜디오를 잠시 대여했다. 후일 프레슬리는 어머니를 위한 생일선물 겸 자신의 노랫소리가 어떻게 들리는지 확인할 겸 음반을 만들었다고 했으나, 사실 근방에는 아마추어가 녹음하기 좋은 더 싼 잡화점이 있었다. 전기작가 피터 구랄닉은 그가 선에 들른 것은 발굴되지 않을까 하는 기대 때문이었다고 주장한다. 접수담당자 마리온 키스커가 어떤 가수냐고 프레슬리에게 물으니, 그는 "저는 모든 장르를 다 불러요"라고 답했다. 그녀가 누구처럼 노래를 부르냐고 물으니, 이번에는 "저는 누구의 노랫소리와도 같지 않아요."라고 답했다. 녹음을 끝내고 나서 선 레코드의 사장 샘 필립스는 키스커에게 그 젊은이의 이름을 써 놓으라고 했고, 그녀는 자신만의 코멘터리를 담아 "좋은 발라드 가수. 꼭 붙잡을 것(Good ballad singer. Hold)"이라고 메모했다.
1954년 1월 프레슬리는 선 레코드에서 두 번째 아세테이트 음반을 만든다. 이번에 선택된 곡은 〈I'll Never Stand in Your Way〉와 〈It Wouldn't Be the Same Without You〉였는데, 이번에도 아무런 성과 없이 돌아갈 수밖에 없었다. 그로부터 머지않아 프레슬리는 현지의 보컬 콰르텟 더 송펠로스의 오디션에서 탈락한 후 아버지에게 이렇게 말했다. "그들은 제가 노래를 못한다 하더군요." 송펠로스의 짐 해밀은 나중에 술회하기를 프레슬리를 탈락시킨 것은 하모니를 간파하는 귀를 보여주지 못했기 때문이라고 했다. 그해 4월 프레슬리는 크라운 일렉트릭 컴퍼니에서 트럭 운전사로 취직한다. 프레슬리의 친구 로니 스미스가 현지에서 몇몇 공연에서 그와 같이 한 후로 자신의 전문 밴드의 리더인 에디 본드와 계약해보라고 했다. 본드는 오디션을 보고서는 그를 탈락시켰는데, "너는 절대로 가수로 성공하지 못할 테니까" 라며 프레슬리에게 트럭 운전사를 계속하라고 조언했다고 한다.
한편 필립스는 항상 흑인 음악인의 음악으로써 폭넓은 청중을 불러올 수 있는 사람을 찾고 있었다. 흑인 음악인의 음악이야말로 선이 집중하여 녹음한 것이었다. 키스커는 술회하길 "샘은 이렇게 되풀이해 말했어요. '내가 만일에 흑인 사운드와 흑인의 기분을 가지고 있는 백인을 찾아낸다면 나는 백만장자가 될 테지'" 라고. 6월 필립스는 지미 스위니의 발라드 〈Without You〉의 데모 녹음을 손에 넣는다. 그는 이것이 청소년 가수에 적격이라고 생각했다. 프레슬리가 스튜디오가 들러 이 노래를 했으나 결과는 영 좋지 않았다. 그럼에도 불구하고 필립스는 프레슬리에게 부를 수 있는 한 최대한 많은 곡을 불러볼 것을 지시했다. 필립스는 자기가 얘기를 들어 알고 있던 현지의 두 음악인들 즉 윈필드 "스코티" 무어와 업라이트 베이스 연주자 빌 블랙을 초대하여 프레슬리와 녹음 세션에서 무언가 만들어낼 것을 요구했다.
세션은 7월 5일 저녁에 열렸으나 늦은 밤까지 전혀 이렇다 할 소득이 없었다. 이들이 작파하고 집으로 떠나려고 할 때 프레슬리가 기타를 들더니 1946년의 블루스 넘버, 아서 크루덥의 〈That's All Right〉를 부르기 시작했다. 무어는 이렇게 회상한다. "난데없이 엘비스가 그 노래를 시작하더군요. 폴짝폴짝 뛰어다니는 한편 바보 흉내를 내기도 하고. 그러자 빌도 베이스를 잡고서 똑같이 바보 흉내를 내지 뭡니까. 저도 따라서 그들과 함께 연주했지요. 샘은, 아마 조정실의 문을 열었던 거 같은데 ... 그는 머리를 문틈으로 들이내밀고 '지금 뭣들 하는 거야?' 라고 물었고 우리는 우리도 잘 모른다고 했습니다. 샘이 그가 그럼 시작할 곳을 찾아야 하니까 다시 해보라고 말하고 난 뒤 다시 연주하자 필립스는 빠르게 녹음을 시작했다. 이것이야말로 그가 찾고 있던 사운드였던 것이다. 3일 후 유명 멤피스 DJ 듀웨이 필립스는 자신의 《레드 핫 앤드 블루 쇼》에서 〈That's All Right〉를 틀었다. 청중들은 전화를 마구 걸어 그 가수가 누군지 억척스레 찾아내려고 했다. 반응이 이러하자 필립스는 남은 방송시간 2시간을 그 음반을 반복해서 트는 것으로 대신하였다. 생방송으로 프레슬리와 인터뷰한 필립스는 그가 어느 학교에 다니는지 물어봄으로써 가수가 흑인이라고 잘못 짐작하는 사람들을 일깨워주려고 했다. 다음 며칠 동안 예의 3인조는 빌 먼로의 블루그래스 노래 〈Blue Moon of Kentucky〉를 녹음하였으며, 이번에도 독특한 스타일을 보여주었고 또 임시변통한 에코 효과를 적용하였다. 샘 필립스는 이 효과를 '슬랩백'이라고 이름붙였다. 그렇게 〈That's All Right〉를 A면에 싣고 뒷면에 〈Blue Moon of Kentucky〉를 실은 싱글이 발표되었다.

#### 초기 라이브 공연과 RCA 빅터 계약
세 사람이 처음으로 대중들 앞에 나서 공연한 것은 7월 17일 본 에어 클럽에서였다. 프레슬리는 그때까지도 애들용 기타를 고집하였다. 그달 말 이들은 슬림 휘트먼이 헤드라이닝을 하는 오버튼 파크 셸에서의 공연에 출연했다. 여기서 엘비스는 자신의 전매특허이자 자신의 가장 잘 알려진 춤동작인 '고무 다리'를 선구하였다. 리듬에 대한 그의 강한 반응과 많은 관중 앞에서의 긴장은 프레슬리로 하여금 자신의 다리를 떨게 만들었다. 프레슬리의 펑퍼짐한 바지는 그의 움직임을 강조시켰고 젊은 여자들은 꺄악 소리를 질러댔다. 무어는 이렇게 회상한다. "기악 파트 도중에 그가 마이크에서 물러나서 연주하고 흔들어대더군요. 그러자 관중들은 미친 듯 환호했어요." 타고난 쇼맨이던 블랙은 와 소리를 내며 베이스에 올라탔고, 더블 릭을 때리며 프레슬리에 인상을 남겼다. 프레슬리는 나중에 회고하기를 "참으로 와일드한 사운드였어요. 꼭 정글 드럼 같이요." 했다. 머지 않아 무어와 블랙은 자신들이 종래 재적하고 있던 밴드 더 스타라이트 랭글러스를 탈퇴하고 프레슬리와 정기적으로 공연하게 되었고, DJ 겸 프로모터 밥 닐이 이 3인조의 매니저가 되었다. 8월에서 10월까지 이들은 이글스 네스트 클럽에서 공연하다가 녹음 세션이 있을 때마다 선 스튜디오에 들렀다. 아울러 프레슬리는 점차 무대에 익숙해져갔다. 무어는 이렇게 말한다. "그의 움직임은 실로 자연적인 것이었습니다. 그런 한편 어떤 반응을 받는지에 대해서도 무척이나 의식을 하고 있었지요. 프레슬리는 무언가 하나를 시도하면 아주 빠르게 그것을 발전시키고는 했어요." 프레슬리는 10월 2일 내슈빌의 《그랜드 올 오프리》 무대에 처음이자 마지막으로 서게 되었다. 관중들은 정중하게 그에게 반응하였고, 오프리의 매니저 짐 데니는 필립스더러 나쁘지는 않지만 오프리에 맞는 가수는 아니라고 했다.

#### 《루이지애나 헤이라이드》, 라디오 광고, 첫 텔레비전 공연
1954년 11월 프레슬리는 오프리의 최대라이벌이자 보다 모험적이던 《루이지애나 헤이라이드》에서 공연한다. 슈리브포트를 기반으로 한 이 프로그램은 28개주 198개 라디오 방송국에서 방송되었다. 프레슬리는 첫 번째 세트에서는 신경과민으로 인하여 조용한 반응을 불러일으켰으나 두 번째 세트에서는 차분하고 열정적인 모습을 보여주어 열광적인 반응을 이끌어낼 수 있었다. 하우스 드러머 D. J. 폰타나가 새로운 요소를 가져왔는데, 프레슬리의 움직임을 자신이 스트립 클럽에서 마스터한 강세 있는 비트로 보완해주는 것이었다. 공연후 얼마 안 되어 헤이라이드는 프레슬리와 일년치 토요일 밤 공연 계약을 맺는다. 원래 가지고 있던 기타를 8달러에 처분해버리고 마틴사의 악기를 175 달러에 구입한 프레슬리는 텍사스주 휴스턴, 아칸소주 텍사캐나 등지에서 새롭게 공연하게 되었다.
미니 펄, 조니 호튼, 조니 캐시 등 많은 신출내기 연주자들과 함께 프레슬리는 헤이라이드의 스폰서 서던 메이드 도넛의 큰 지지를 받았다. 도넛은 프레슬리가 평생에 걸쳐 사랑해 마지않은 음식이기도 했다. 프레슬리는 이 도넛 회사를 위해 "따끈한 글레이즈드 도넛 한 박스를 받는 대가로" 라디오 징글을 녹음하여 광고를 만들기도 했는데 이것은 공개되지 못했다.
엘비스의 첫 텔레비전 출연은 《루이지애나 헤이라이드》의 KSLA-TV 텔레비전 방송을 통하여 성사되었다. 이후 CBS 텔레비전 방송국의 《아서 고드프리의 탈렌트 스카우트》에서 오디션을 보았으나 탈락했다. 1955년 초 프레슬리는 정기적으로 헤이라이드에 출연하고 계속해서 투어를 돌고 평이 좋은 레코드를 출반함으로써 테네시에서 웨스트 텍사스에 이르는 국지적인 스타가 되어갔다. 1월 닐은 프레슬리와 정규 계약을 맺었으며 이것은 프레슬리를 톰 파커 대령의 주목을 끌게 했다. 대령은 닐이 생각하기에 누구보다도 음악 업계에서 프로모터로서 뛰어난 사람이었다. 파커는 스스로를 웨스트 버지니아 출신이라고 자처했으나 실제로는 네덜란드 출신이었다. 대령은 컨트리 가수에서 루이지애나주 주지사가 된 지미 데이비스의 덕으로 명예 대령에 임관하였다. 최고의 컨트리 스타인 에디 아놀드를 성공적으로 매니지먼트하면서 파커는 새로운 넘버원 컨트리 가수 행크 스노와 같이 일하고 있었다. 파커는 프레슬리를 스노의 2월 투어에 공연을 잡아주었다. 이때 텍사스주 오데사에 투어 당시 19세 로이 오비슨이 프레슬리를 처음 목격했다. "그의 에너지는 엄청나더군요. 그의 본능은 그야말로 대단했어요 ... 저는 그 모습에 사고가 정지되어버렸습니다. 그것과 견줄 수 있는 문화적 참고서라는 게 존재하지 않았거든요." 8월 선은 '엘비스 프레슬리, 스코티와 빌(Elvis Presley, Scotty and Bill)'로 크레딧된 곡 10개를 발표한다. 최신 레코드에서는 전문드러머를 채용하여 취입을 진행했다. 멤피스 기자는 이들 곡 중에서 〈That's All Right〉 같은 것은 "흑인 재즈 필드에 속하는 R&B의 어법"이며 〈Blue Moon of Kentucky〉 같은 경우에는 "컨트리 필드 쪽에 더 가까운" 것이며, "그렇지만 두 곡 모두 두 가지 다른 음악의 특이한 배합이 존재한다."고 평했다. 이같은 음악 스타일의 버무려짐으로 인해 프레슬리의 음악은 라디오 방송국에서 송출되기가 어려웠다. 닐의 말에 따르면 컨트리 음악 디스크자키는 소리가 너무 흑인 아티스트처럼 들려서 트는 것을 꺼렸고 리듬앤블루스 방송국에서는 "너무 힐빌리스럽게 불러서" 전혀 틀려고 하지 않았다. 이같은 조합을 나중에 로커빌리라고 일컫는다. 프레슬리는 다양한 별칭으로 불렸는데, 여기에는 '웨스턴 밥의 제왕(The King of Western Bop)', '힐빌리 캣(The Hillbilly Cat)', '멤피스 플래시(The Memphis Flash)' 등이 있었다.

#### TV 출연
1956년 6월, 엘비스는 NBC 텔레비전의 《밀튼 벌 쇼》에 출연해 엉덩이와 다리를 흔들며 기타를 메고 히트곡 〈Hound Dog〉을 불렀다. 1956년 7월 1일 엘비스는 NBC의 《스티브 앨런 쇼》에 나왔다. 흰 나비넥타이에 검정 연미복 차림으로 출연한 엘비스는 〈Hound Dog〉를 불렀지만 방송에 나간 시간은 1분도 안 됐다. 앨런은 녹화 뒤 "재능도 없고 바보 같은 가수"라고 혹평했다. 그러나 이튿날 싱글 레코드로 녹음된 이 노래는 공전의 히트를 기록했다.

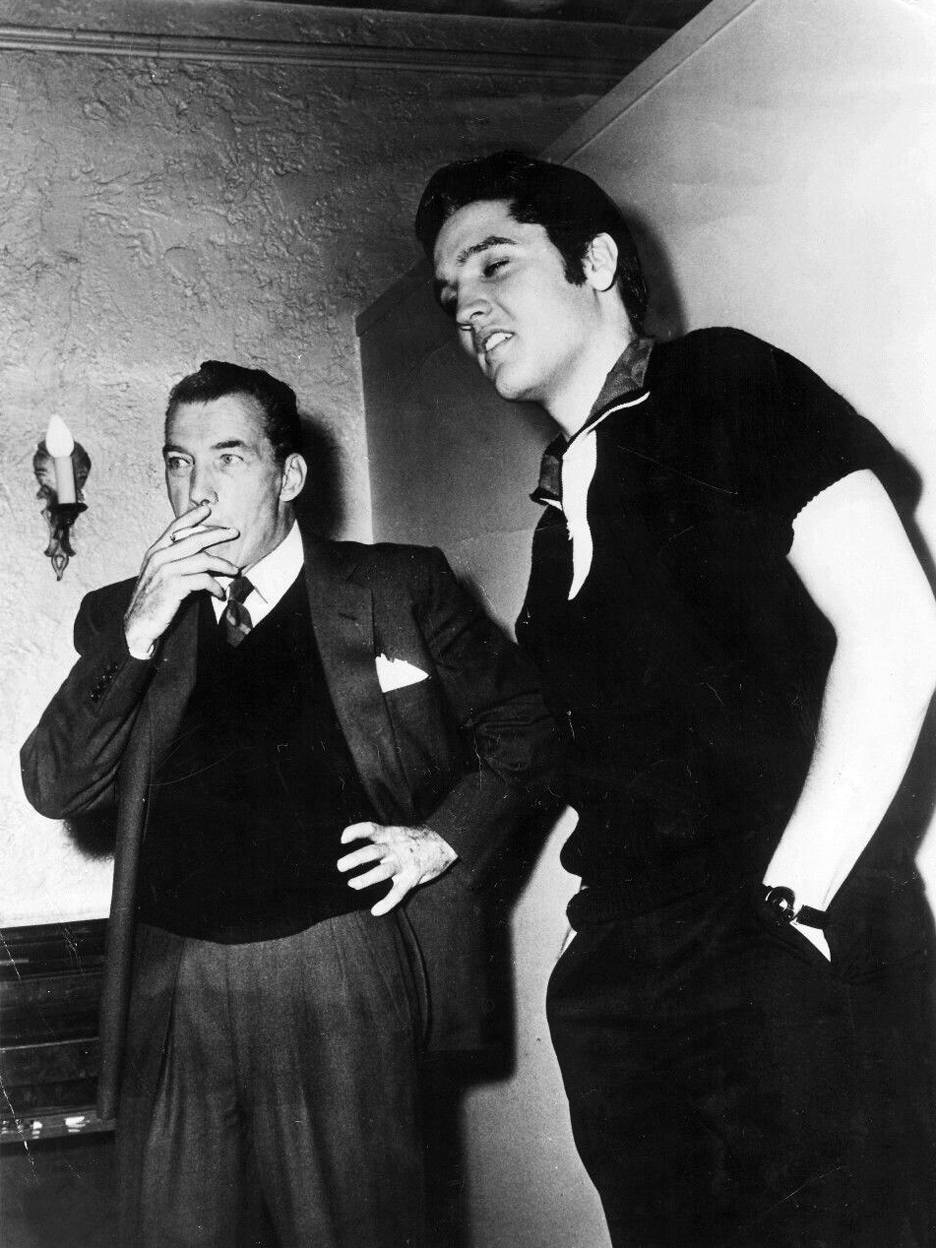
1956년 10월 26일, 《에드 설리번 쇼》의 두 번째 출연 리허설 중인 에드 설리번과 프레슬리

엘비스가 경쟁 쇼에 먼저 나간 것에 화가 난 설리번은 “내 쇼에는 절대로 그를 출연시키지 않겠다”고 선언했으나. 2주 만에 말을 바꿔 엘비스에게 5만 달러를 주고 3회 출연 계약을 맺었다. 1956년 9월 9일, 《에드 설리번 쇼》 첫 출연 때 엘비스는 〈Hound Dog〉와 〈Love Me Tender〉를 불렀다. 설리번 쇼의 명성에 한창 떠오르던 엘비스의 이름값이 합쳐져, 무려 5500만에서 6000만명의 사람들이 공연을 시청했고, 미 TV 역사상 가장 높은 82.6%의 시청률을 기록하는 기염을 토했다. 전문가들은 "프레슬리의 쇼 출연이 대공황과 2차 대전을 겪은 구세대와 베이비붐 신세대 간의 갭을 이어주는 징검다리였다"고 설명한다. 방송사가 엘비스의 허리 윗부분만을 보여줬기 때문에 그의 모습은 당시 화면에 절반밖에 나오지 못했다. 연출자 말로 루이스는 "그가 춤을 출 때에 여성 팬들의 눈길을 끌려고 바지 속에 콜라병을 넣는다는 소문이 있었기 때문"이라고 말했다. 이듬해 1월, 설리번은 마지막으로 출연한 엘비스에게 무려 7곡을 부를 시간을 내줬다.

### 군 복무

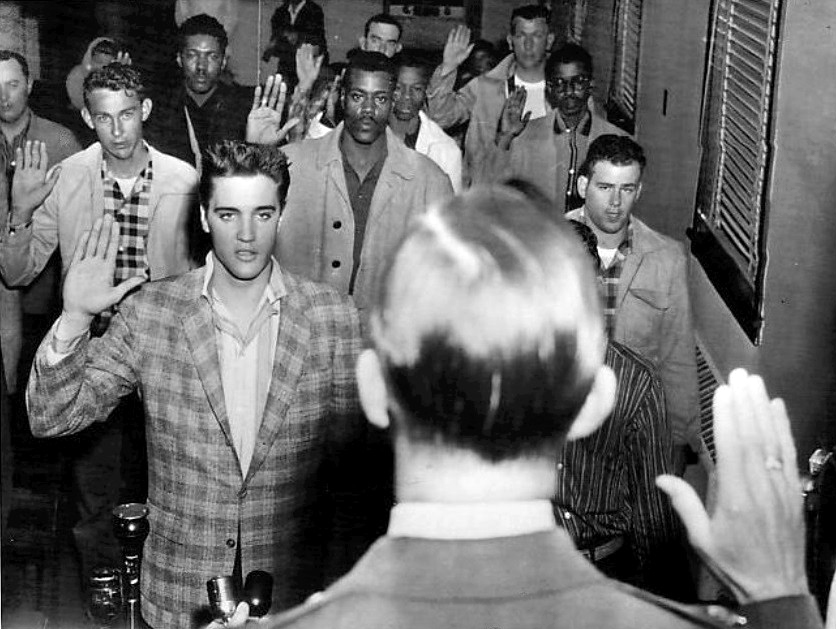
1958년 3월 24일, 아칸소 주 포르 샤피에서 선서하는 프레슬리

1957년 말, 미국 국방부로부터 육군 병 징집 영장을 받았다. 육군에서는 그의 인기를 활용하기 위해 연예병으로 복무하기를 권했지만, 엘비스는 외부의 시선을 의식해 그냥 일반 전투병으로 복무하기로 결정했다. 1958년 3월 24일에 머리를 깎고 군복을 입는다. 가을, 엘비스는 육군 기초 훈련을 마치고, 독일연방공화국 내에 소재하는 제1기갑사단 소속 미군기지에 소총병으로 18개월 복무하였다. 수만 명의 여성 팬이 엘비스의 근무지 독일까지 따라갔을 정도로 인기는 지속되었다. 군에 있는 동안 어머니가 사망하자 엘비스는 큰 충격을 받았다. 장례식에 갈 수 없었던 그는 큰 실의에 빠졌지만, 1959년 9월 연회에서 훗날 아내가 되는 14세의 소녀 프리실라 보리외를 만나 사랑에 빠졌다.

### 복귀
1960년 3월 2일, 엘비스는 독일에서 군 생활을 마치고 미국 뉴저지의 미 육군 포트 딕스 기지에서 대대적인 환영을 받으며 귀국했다. 1960년 3월 5일, 제대한 지 불과 보름 만에 내슈빌의 RCA 스튜디오 B에서 뽑아낸 싱글 〈Stuck on You〉는 발매와 동시에 빌보드 싱글 차트에서 가장 상위권을 점령했다. 곧이어 〈It's Now or Never〉, 〈Are You Lonesome Tonight?〉 같은 발라드곡이 포함된 포함된 《Elvis is Back!》도 음반 차트 2위에 등극하면서 성공을 거뒀다. 위 두곡은 ‘엘비스는 섹시하게 노래하지 않았다. 외설적으로 노래했다’라는 평과 함께차례대로 미국 빌보드 차트의 넘버원 싱글로 자리했다. 이쯤 데뷔 시절의 인기 요인이었던 빠른 템포의 곡에서 벗어나 스탠더드 팝 계열의 곡으로 변신을 꾀했다.
1960년 3월 12일 프랭크 시나트라 쇼가 마련한 《Welcome Home Elvis》 프로그램에 엘비스는 록 가수답지 않게 턱시도와 정장 차림으로 출연해 자신이 국민가수로 지향하고 있음을 알렸다. 1960년대 초중반 그는 가수로서의 활동보다는 영화배우로서 활동했고, 그의 복귀 후 첫 번째 영화는 미국 군인으로서의 공익적 이미지를 옮겨온 《지아이 블루》였다. 1961년에는 영화 《블루 하와이》로 큰 성공을 거두었다. 1961년 6월에 발표한 또 하나의 히트 음반 《Something for Everybody》로 빌보드 차트 1위를 차지한 데 이어 그해 10월에 발표한 동명 영화의 사운드트랙 《Blue Hawaii》는 빌보드 차트에서 20주간 1위, TOP 10 차트에서 39주간 머무는 성공을 자랑했다. 음반에 수록된 발라드 넘버 〈Can’t Help Falling in Love〉도 큰 인기를 누렸다.

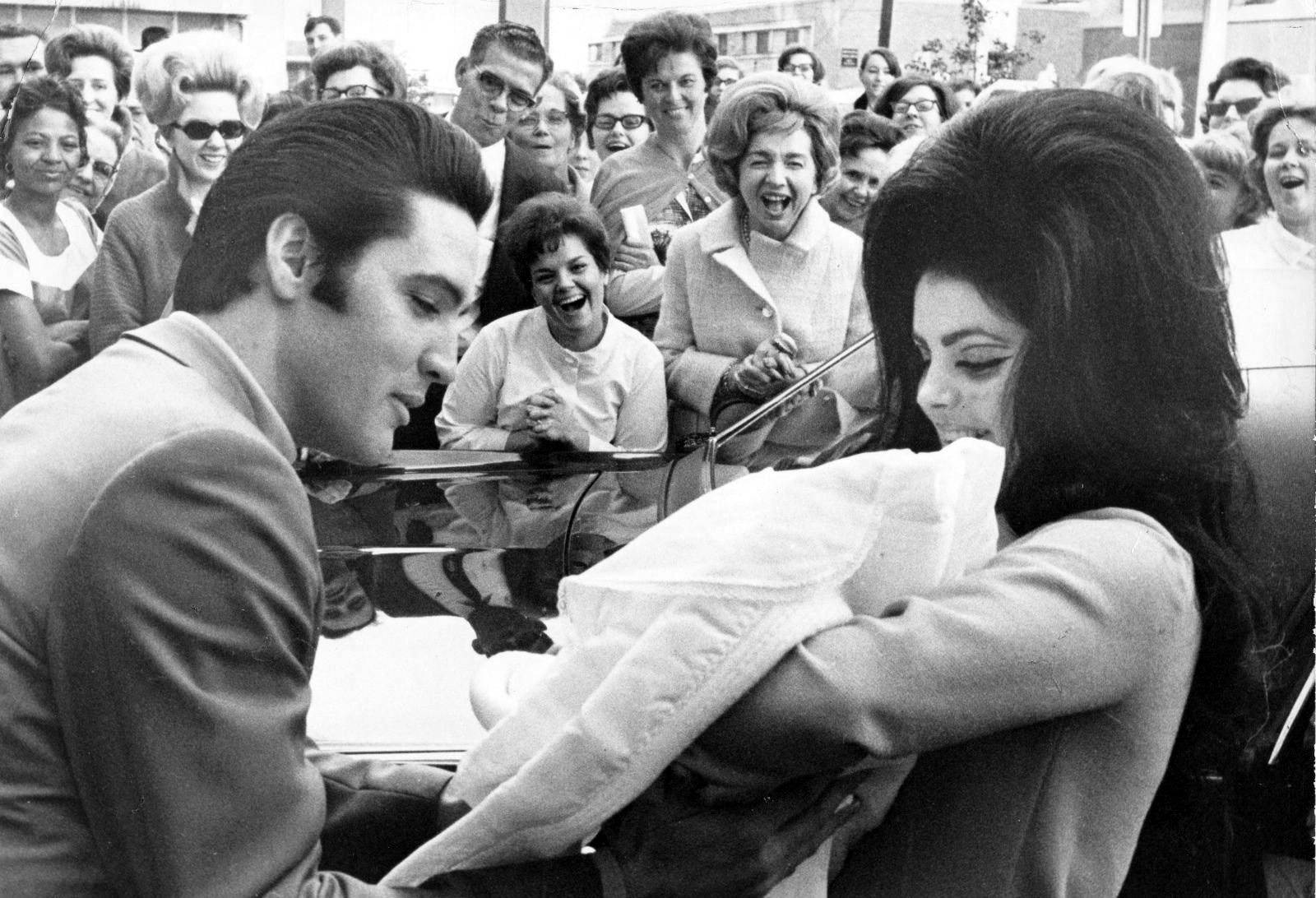
1968년, 리사 마리를 안은 프레슬리와 프리실라.

할리우드 배우로서의 활동에 집중한 1960년 ~ 1967년에 엘비스 프레슬리는 음악적으로 심각한 슬럼프를 겪었고, 1965년 비틀즈가 엘비스의 캘리포니아 자택을 방문해 잼 세션을 나눴다는 것이 호사거리가 됐을 뿐, 영화 출연 외에는 은둔과 칩거 생활이 계속되었다. 1967년 5월 1일, 엘비스는 독일 군복무 중에 만난 프리실라 보리외와 결혼했다. 이듬해에 딸 리사 마리가 태어났지만, 결혼 생활은 5년 만에 파경을 맞는다. 1968년 12월 3일, NBC 방송국은 엘비스의 복귀 프로그램을 특집 방송으로 편성했다. 가수로서 복귀를 선언한 엘비스는 컴백 공연을 통해 재기에 성공했다.
1969년 7월에는 라스베이거스에서 4주간 총 57회의 공연을 선보였고, 13만 명의 관객이 동원됐다. 그해 8월에 발매한 싱글 〈Suspicious Minds〉는 엘비스의 18번째 넘버원 싱글로 기록되었다. 하지만 이 곡은 엘비스가 기록한 마지막 빌보드 넘버원 싱글곡이다. 그는 1969년에 연속 출연한 《차로》, 《습관의 변화》를 끝으로 더 이상 영화 출연은 하지 않겠다고 선언했다. 1970년 6회에 걸친 투어 중 총 20만 명이 넘는 인파가 몰렸고, 존 레논, 밥 딜런, 조지 해리슨, 데이비드 보위, 아트 가펑클 등이 함께 출연한 1972년 뉴욕 매디슨 스퀘어 가든에서의 4회 공연도 완전 매진을 기록했다.

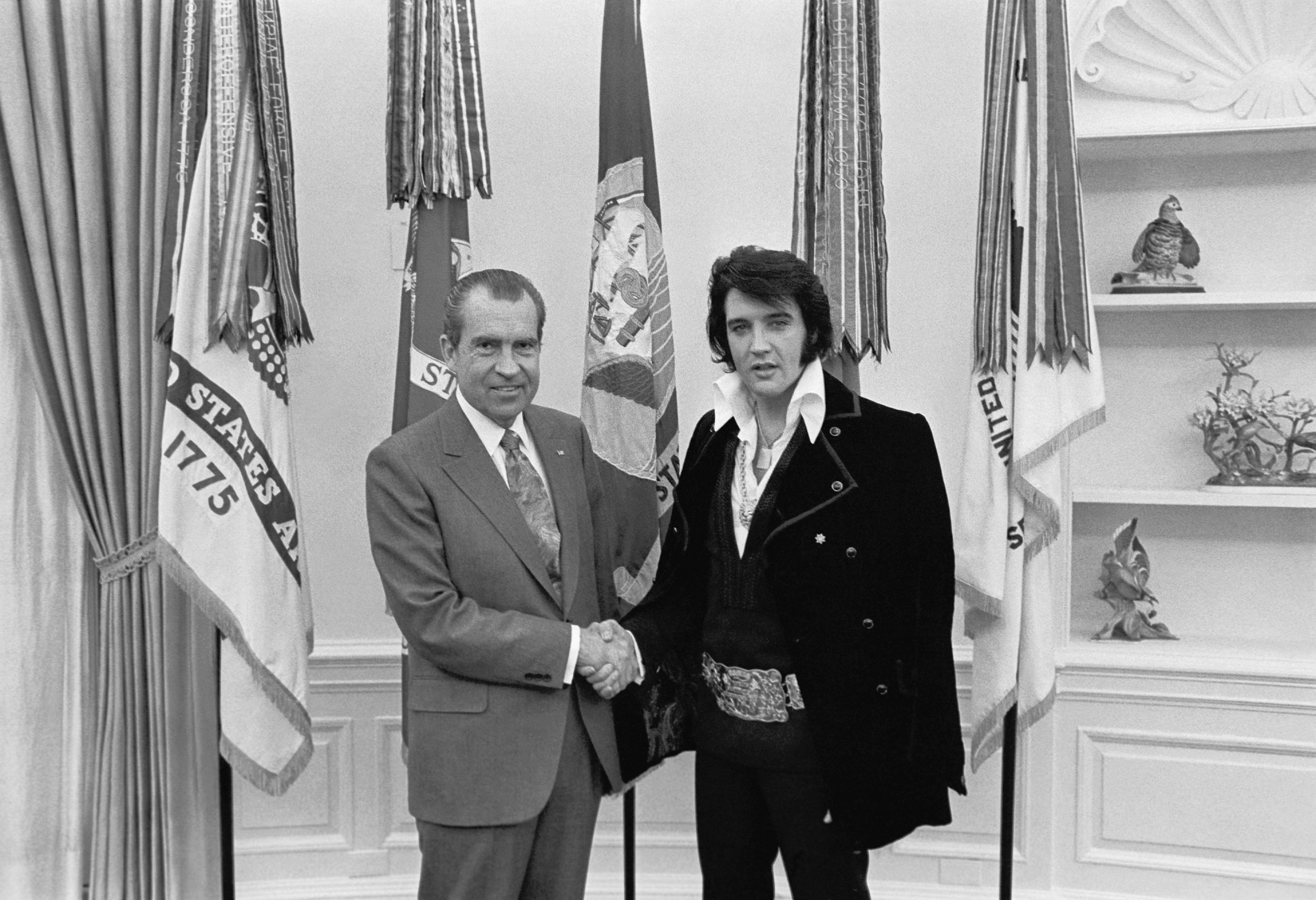
1970년 12월 21일, 백악관 오벌 오피스에서 미국 대통령 리처드 닉슨을 만난 프레슬리

프레슬리와 리처드 닉슨 대통령의 만남은 프레슬리의 요청으로 이뤄졌다. 1970년 12월 21일, 프레슬리는 자신의 리무진을 타고 백악관을 찾았으며 자신의 경호원을 통해 닉슨 대통령과의 만남을 요청하는 편지를 백악관측에 전달했다. 록스타로서 정부의 '마약과의 전쟁'을 돕고 싶다는 게 만남을 요청한 이유였다. 프레슬리는 이 편지에서 마약 남용의 폐해와 공산주의 세뇌 기술을 심도있게 연구했다면서 마약국 연방 요원 배지를 요구했다. 그는 "연방요원증을 받을 때까지 백악관 앞에 있을 것"이라고 고집을 부렸다. 백악관 비밀경호국 요원들은 당시 닉슨 전 대통령의 보좌관이었던 버드 그로그에게 이를 보고했고 프레슬리의 팬이었던 그로그는 프레슬리와 만난 뒤 그가 진심이라고 판단, 대통령과의 만남을 주선했다.
프레슬리는 2시간 30분 뒤 검은색 벨벳 오버코트, 금도금 벨트, 검은색 가죽 부츠 등 특유의 화려한 의상을 입고 대통령 집무실에 들어갔다. 그로그는 프레슬리가 대통령 집무실에 들어갈 때 긴장으로 굳어졌다면서 프레슬리가 자신의 도움을 받아 간신히 대통령 책상 앞까지 갈 수 있었다고 회상했다. 프레슬리와 닉슨은 30여분간 환담을 나눴으며 프레슬리는 자신의 딸 사진과 스피로 애그뉴 부통령으로부터 받은 셔츠 소매단추 등을 닉슨에게 보여줬다. 또 미 전역의 경찰 배지 등을 보여주며 마약국 배지를 갖고 싶다고 말했고 닉슨을 이를 흔쾌히 들어줬다. 이 내용은 프레슬리의 요청에 따라 1년 이상 극비에 부쳐지다 1972년 1월 27일 워싱턴 포스트에 의해 기사화됐다. 1970년 12월 21일에 백악관에서 악수하는 기념사진은 미국 국립 기록 관리처 문건 중 최다 열람 요청을 기록한 사진이다.
1973년에는 인공위성 생중계인 하와이 자선 공연 《엘비스: 알로하 프롬 하와이》에서 다시 한 번 슈퍼스타로서의 면모를 유감없이 보여주었다. 이 공연은 그의 마지막 콘서트였고 40개국 15억 명이 시청한 것으로 추정됐고, 8만 5천 달러의 기금을 모았다. 두 장의 LP, 4면에 담긴 이날의 공연 음원은 《Aloha from Hawaii via Satellite》이라는 타이틀로 발매했고, 음반 차트 정상을 차지했다. 사람들은 그를 영웅으로 칭했고,그의 음악에 열광했다. 하지만 하와이에서의 위성 생중계 이후 비틀즈의 등장으로 끝없는 나락으로 추락했다. 그해 10월 9일에는 아내 프리실라와 합의 이혼했다. 그는 이혼에서 오는 상실감을 이겨내고자 폭식을 했고, 한때 74kg이던 몸무게는 117kg에 이르렀다. 그는 잠들기 위해 수면제를 복용하고, 잠을 깨기 위해 각성제를 복용하며 8개월 동안 9000개의 약을 먹은 것으로 전해진다. 멤피스의 마피아라 불리던 호위병 친구들은 엘비스의 추락을 부추겼다.

### 죽음

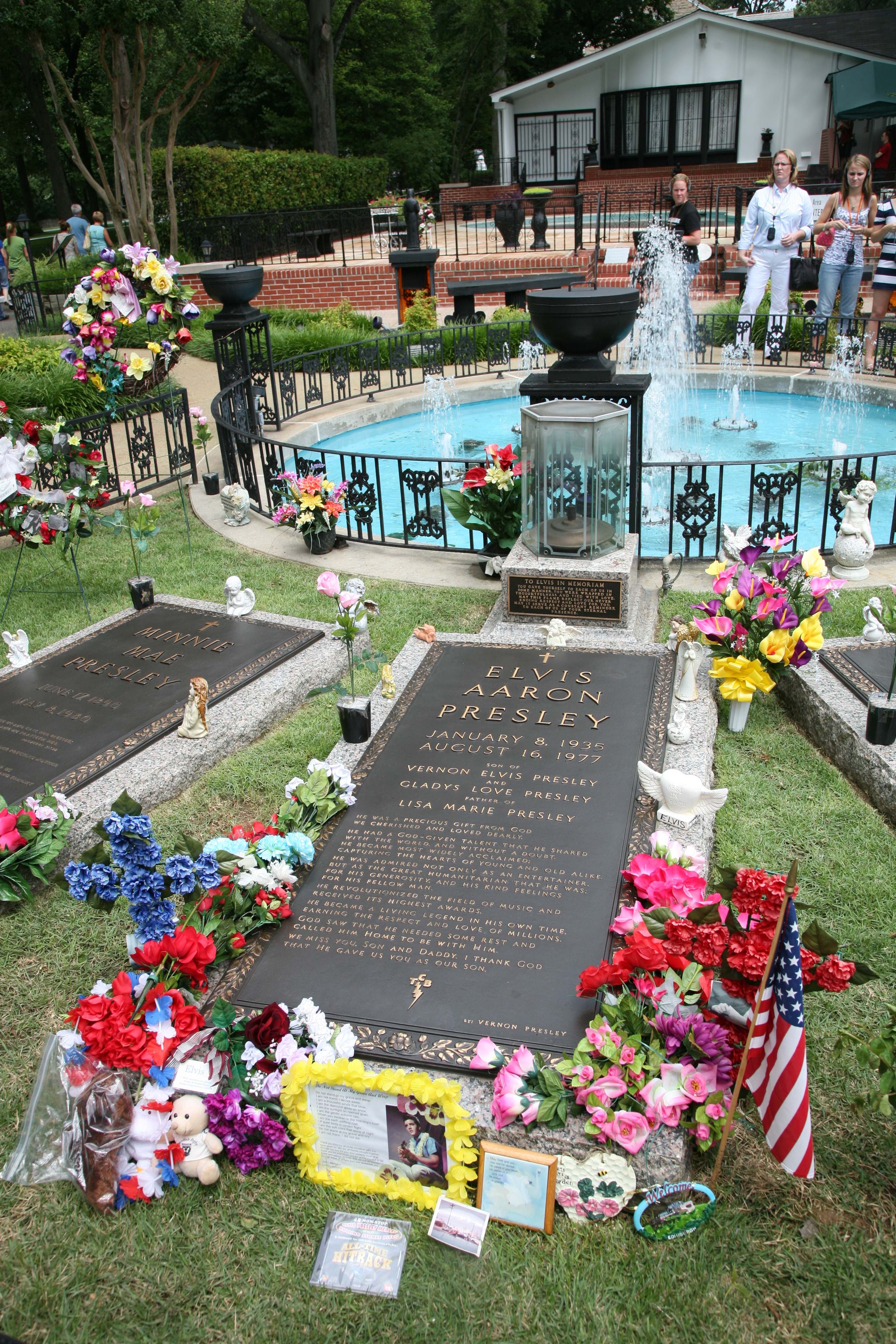
그레이스랜드에 세워진 프레슬리의 묘비

1973년부터 엘비스는 각성제, 진정제 등 각종 약물 남용으로 인해 몇 차례 혼수상태에 빠졌다고 항간에 알려졌다. 별 이유 없이 쓰러졌기 때문이었다. 1977년 8월 16일, 그는 미국 테네시주의 멤피스에 위치한 자택 그레이스랜드의 소파에서 쓰러진 채로 발견돼 병원으로 옮겨졌으나, 향년 42세의 나이에 심장마비로 사망했다.
2010년대 후반에 이르러 제기된 주장으로는, 변비가 매우 심했으며 특히 항문에 문제가 많았고 그동안 복용한 각종 약물의 부작용이 변비였던 것이며 이 때문에 엘비스 프레슬리는 1975년경부터 대변을 거의 보지 못했고 이로 인해 심하게 고통받았으며 몸이 변 중독으로 인해 퉁퉁 부어오르기 시작했는데, 주치의가 그에게 항문 이식수술을 권유했으나 연예인이라는 신분으로 인한 중압감 때문에 이를 망설이고 있었고, 결국 변비로 인한 대변 중독으로 인해 여러 가지 합병증을 앓아왔고 결국 심장마비로 사망했다고 한다. 실제로 그의 시신을 부검해본 결과 대변이 대량으로 검출되었고 대장이 비정상적으로 비대해진 데다가 변중독으로 인한 붓기 증상이 발견되었다고 한다.
엘비스 프레슬리는 마약이나 무분별한 술 담배 등과는 전혀 거리가 먼 인물이었으나 평소 이런 지병을 숨겨왔기 때문에 그런 루머에 시달렸다.

## 영향
미국 프로레슬링 WWF(현재 WWE)에서는 엘비스 프레슬리 복장을 따라한 홍키통크맨이 등장했다. 그러나 홍키통크맨은 프로레슬러로서 능력은 그다지 좋은 편은 아니었다. 영화 로보캅 2에서는 엘비스 프레슬리의 유발이 남은 유골과 사진이 그대로 등장하는 장면이 나온다. 이밖에도 《이집트의 왕자 요셉》을 뮤지컬화 한 작품들에서 대부분 파라오들이 엘비스 프레슬리를 따라하며 등장, 춤과 노래를 했다.

## 가족 관계
- 딸 : 리사 마리 프레슬리(1968년 2월 1일 ~ 2023년 1월 12일)
  - 외손녀 : 라일리 키오
  - 외손자 : 벤저민 키오 (1992년 10월 21일 ~ 2020년 7월 12일)
  - 외손녀: 하퍼 록우드
  - 외손녀 : 핀리 록우드

## 같이 보기
- 진 빈센트
- 포레스트 검프

### 내용주
1. ↑  그의 성을 ['prɛzli], 곧 프레즐리로도 발음하나, 프레슬리 본인은 남부 미국 영어 발음으로 ['prɛsli], 곧 프레슬리라 불렀다. 가족 및 사업관련자들도 이렇게 불렀다.[1] 이름의 정확한 철자는 의견이 양분되고 있다. 그의 출산에 조력한 의사는 기록부에 "Elvis Aaron Presley"라고 기명해 두었다.[2] 주에서 발급한 출생증명서에는 "Elvis Aron Presley"로 쓰여 있었다. 이름은 프레슬리의 친구 및 도반 아론 케네디(Aaron Kennedy)가 그렇게 부르면서 규정되어 왔다. 하지만 프레슬리 내외가 의도한 바는, 사산된 형제 제리 게런(Jesse Garon)과 평행되는 A 한 자의 철자법이었을 것이다.[3] 고등학교 졸업증, RCA 계약서, 결혼 허가증 등등 그 평생의 거의 모든 문건에 나타나는 이름이 아론(Aron)인 것으로 미뤄보아, 이 이름이 제대로 된 철자로 받아들여진 것으로 보인다. 1966년 프레슬리는 아버지에게 더한층 인습적인 성경 속 작명인 아론(Aaron)을 사용할 것을, "특히 법적인 문서에" 사용할 것을 요청했다.[2] 5년 뒤 미국청년회의소는 프레슬리에게 '이름이 아론(Aaron)인 조국의 뛰어난 젊은이' 중 하나로 표창했다. 프레슬리가 말년에 공식적으로 철자가 변경되었는지 여부를 조사한 결과, 공문서에 이미 그렇게 기록돼 있는 것을 확인할 수 있었다. 미들 네임에 대한 그의 신념을 기억한 부친은 프레슬리의 묘석에 아론(Aaron)으로 기명했으며, 그의 재산도 그 명의로 공식 지정되어 있다.[4]